# Bulgária Maior

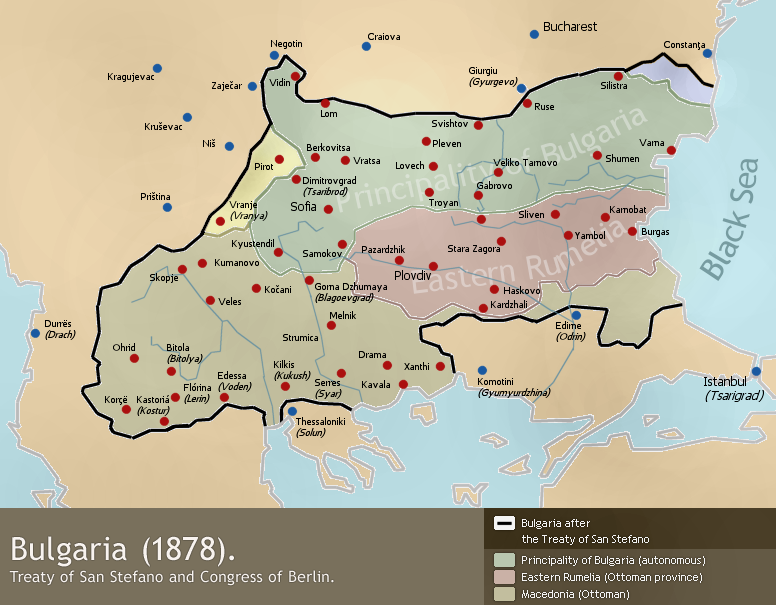
A Bulgária Maior do acordo do Tratado de San Stefano.

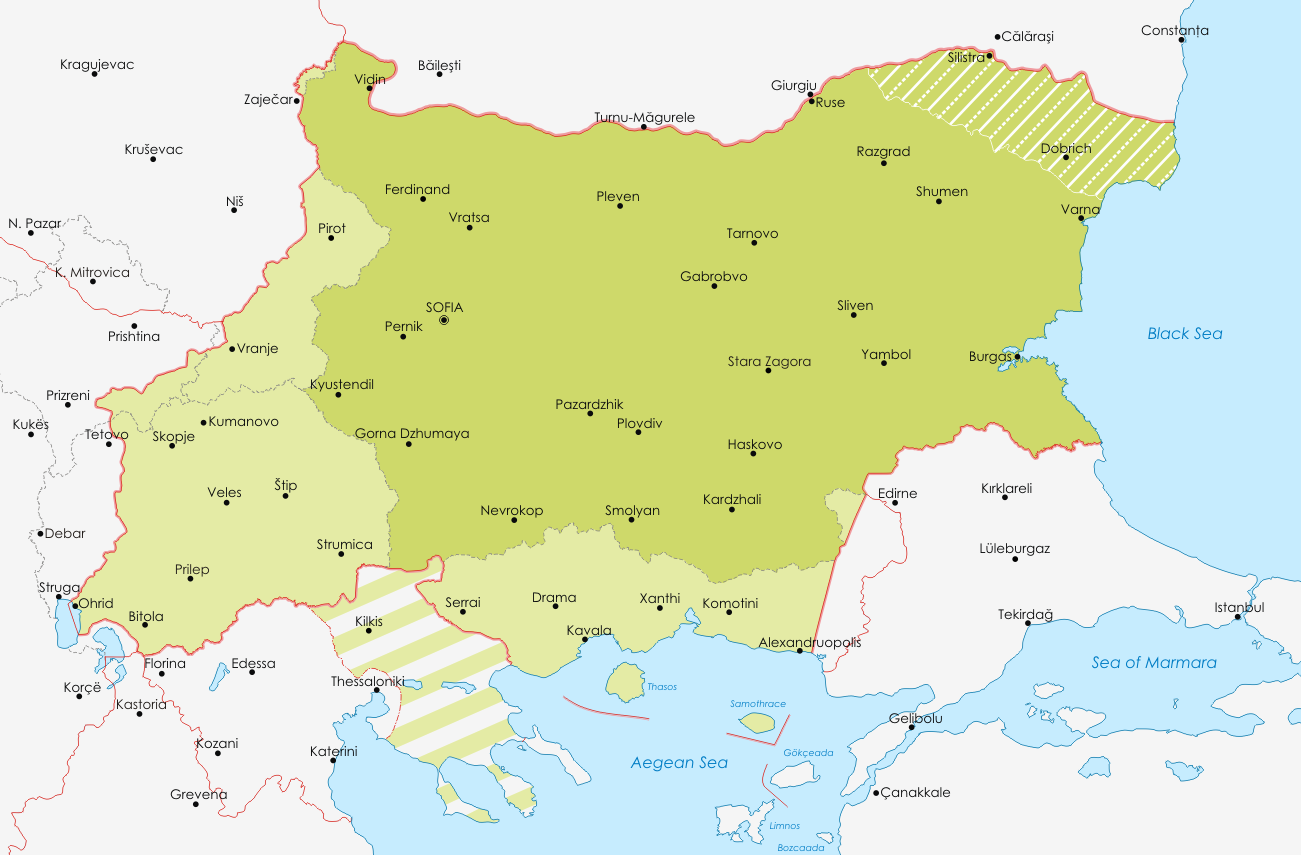
A Bulgária Maior durante a Segunda Guerra Mundial.

A Bulgária Maior, por vezes chamada de Grande Bulgária, é um termo político que identifica as áreas associadas com o histórico Estado-nação e o moderno movimento nacionalista irredentista búlgaro que pretende incluir ao território da Bulgária atual algumas regiões como: a planície entre o Rio Danúbio e a Cordilheira dos Bálcãs (Stara Planina), o norte e o sul da Dobruja, a região de Sófia, Pirot e Vranje no vale da Morava, Trácia do Norte e partes do leste da Trácia e quase toda a região da Macedônia.
A Bulgária Maior foi sugerida pelo Tratado de San Stefano. A questão do irredentismo e do nacionalismo ganharia maior destaque após a criação da Bulgária moderna na sequência desse em 1878. No entanto, o Congresso de Berlim retomou alguns desses territórios, devolvendo-os ao controle do Império Otomano.

## História
As revoltas nacionalistas de 1877 na Bósnia e Herzegovina (Revolta Herzegovina) e na Bulgária (Revolta de Abril) foram duramente reprimidas pelo Império Otomano. Em resposta, o czar Alexandre III da Rússia, membro da Liga dos Três Imperadores, interveio militarmente em apoio da Sérvia e de Montenegro. Em fevereiro de 1878, o czar já estava às portas de Istambul. O Reino Unido pressionou o Império Russo a firmar uma negociação, temendo que a capital otomana poderia ser tomada. Em 3 de março de 1878, foi assinado o Tratado de San Stefano, em que a Bulgária absorveu a Macedônia e teria uma autonomia limitada sob protetorado russo sob o nome de Bulgária Maior. Isso, fez pender a balança nos Bálcãs em favor do Império Russo, o que fez rapidamente com que a Grã-Bretanha e o Império Austro-Húngaro pressionassem Otto von Bismarck para que o tratado fosse modificado. Quase cinco meses depois, em 23 de julho, foi realizado o Congresso de Berlim, que reestruturou o mapa político dos Bálcãs, onde a Bulgária Maior foi dissolvida, mais uma vez se tornando um Estado às expensas do Império Otomano (Principado da Bulgária, que era uma entidade autônoma dentro do Império). 
No início do século XX, o controle sobre a Macedônia era um ponto importante da disputa entre o Império Otomano, a Bulgária, a Grécia e a Sérvia, que lutaram tanto na Primeira Guerra dos Bálcãs de 1912-1913 como na Segunda Guerra dos Bálcãs de 1913. A área foi ainda mais disputada durante a Campanha da Macedônia durante a Primeira Guerra Mundial (1915-1918).
Pouco antes de entrar na Segunda Guerra Mundial, a Bulgária teve, pacificamente assegurado o retorno da Dobruja do Sul da Romênia pelo Tratado de Craiova. A Bulgária Maior foi recriada como um Estado durante a Segunda Guerra Mundial pela Alemanha nazista, como uma recompensa à Bulgária, que tinha lutado com a Alemanha como uma das potências do Eixo. Foi concedido territórios da Grécia, designadamente, a Macedônia Oriental e partes da Trácia Ocidental, bem como a Macedônia iugoslava (Macedônia Vardar). Com exceção da Dobruja, essas concessões foram revertidas com a vitória dos Aliados.